# Al parc de Château Noir
Al parc de Château Noir (Dans le parc de Château Noir) és un oli sobre tela de 92 × 73 cm pintat per Paul Cézanne vers els anys 1898-1900 i dipositat al Museu de l'Orangerie de París.

## Context històric i artístic
En el camí d'Ais de Provença a Lo Tolonet, en direcció a la muntanya Sainte-Victoire, hi havia una finca anomenada Le Château Noir. Cézanne va sentir una especial admiració per aquest indret i va intentar comprar-la, però el propietari no va voler vendre-la encara que va permetre a l'artista treballar en les seues propietats i, fins i tot, llogar durant quinze anys (del 1887 al 1902) una de les estances per desar-hi les seues teles. D'aquest lloc van sortir un bon nombre d'obres com és el cas d'aquest Al parc de Château Noir, identificativa dels treballs dels darrers anys de Cézanne:
| « | "Aquesta natura pletòrica, invasiva, intemporal, d'on l'home és exclòs, és característica dels darrers paisatges de Cézanne, dels quals trobem ací un dels exemples més grandiosos. La seua poètica no és aliena a la que, animada de panteisme, habita les Nimfees de Monet, de molt poc posteriors." | » |

## Descripció
El motiu representat en aquest quadre, que Rewald data entre el 1898 i el 1900, és una franja rocallosa al peu de la qual creix una renglera d'arbres, a la zona nord-est de la propietat abans esmentada. Els arbres i les roques omplen l'espai pictòric i recorden l'horror vacui de la pintura gòtica. Els contorns dels arbres estan traçats amb una línia fosca que sintonitza amb el sintetisme de Gauguin. La llum a penes crida l'atenció del pintor -a diferència de Monet, més preocupat per qüestions lumíniques i atmosfèriques-, el qual s'interessa més per recuperar els valors formals a través del color. Les pinzellades són aplicades de manera pausada i configuren un entramat estructural que anticipa el cubisme en desenvolupar-se en facetes. En concret, la pinzellada que agita el fullatge és més fragmentada que la de les roques del primer pla, produint una impressió de proximitat que atreu la mirada cap a la part més allunyada del quadre. Les tonalitats són fredes, recorrent als contrastos cromàtics i els colors complementaris de l'impressionisme. Tots els elements (vegetals i minerals) es troben així reunits en un sol pla, dins d'un conjunt compacte que només deixa un reduït espai al cel. A causa de la lentitud a l'hora de treballar de Cézanne, en alguns moments hom hi pot trobar certa tendència a l'abstracció.